# Добронравов, Фёдор Борисович
Фёдор Борисович Добронра́вов (2 сентября 1921, Улан-Удэ — 30 декабря 2014, США) — советский кинооператор, педагог. Ветеран Великой Отечественной Войны. Заслуженный деятель искусств РСФСР (1973),  лауреат Государственной премии РСФСР имени братьев Васильевых (1975).

## Биография
Ф. Б. Добронравов родился в Улан-Удэ 2 сентября 1921 года.
Участник Великой Отечественной войны, был призван в 1942 году в Ташкенте. Воевал на Северо-Кавказском фронте, 1-м Белорусском фронте, участвовал во взятии Берлина. В 1943 был легко ранен в руку. К 1945 году лейтенант, командир фото-взвода 112 Отдельного Разведывательного Артиллерийского Дивизиона, 6-го Артиллерийского Корпуса Прорыва.
В 1950 году окончил операторский факультет ВГИКа (курс Тамары Лобовой) и стал работать кинооператором на киностудии «Мосфильм».
В 1984 году эмигрировал в США, где ушёл из жизни 30 декабря 2014 года.

## Фильмография
- 1952 — В Никитском ботаническом саду, видовой фильм (совместно с Эрой Савельевой), реж. Юрий Озеров
- 1955 — За витриной универмага (реж. Самсон Самсонов)
- 1955 — Попрыгунья (реж. Самсон Самсонов)
- 1957 — Огненные вёрсты (реж. Самсон Самсонов)
- 1958 — Ветер (реж. Александр Алов и Владимир Наумов)
- 1960 — Кёроглы (реж. Гусейн Сеид-заде)
- 1960 — Время летних отпусков (реж. Константин Воинов)
- 1961 — Чужой бумажник (реж. Глеб Комаровский)
- 1962 — Молодо-зелено (реж. Константин Воинов)
- 1964 — Три сестры (реж. Самсон Самсонов)
- 1965 — Стряпуха (реж. Эдмонд Кеосаян)
- 1966 — Неуловимые мстители (реж. Эдмонд Кеосаян)
- 1968 — Новые приключения неуловимых (реж. Эдмонд Кеосаян)
- 1970 — Посланники вечности (реж. Теодор Вульфович)
- 1972 — Горячий снег (реж. Гавриил Егиазаров)
- 1975 — Дерсу Узала (реж. Акира Куросава)
- 1977 — Гонки без финиша (реж. Алексей Очкин)
- 1980 — Идеальный муж (реж. Виктор Георгиев)
- 1984 — Песочные часы (реж. Сергей Вронский)

## Награды
- Заслуженный деятель искусств РСФСР (1973)[2]
- Государственная премия РСФСР имени братьев Васильевых (1975) — за съёмки фильма «Горячий снег» (1972)[2]
- Орден Красной Звезды (1945)
- Орден Отечественной Войны I степени (1985)
- Орден Отечественной Войны II степени (1945)
- Медаль «За взятие Берлина» (1945)
- Медаль «За победу над Германией в Великой Отечественной войне 1941—1945 гг.» (1945)

## Критика
В своей статье 1961 года режиссёр Майя Меркель упрекала Добронравова за отсутствие у него индивидуального почерка, сравнивая «мягкую, сдержанную интонацию» фильма «Время летних отпусков» с «броским, эффектным языком» фильма «Ветер».